# Stigmomètre

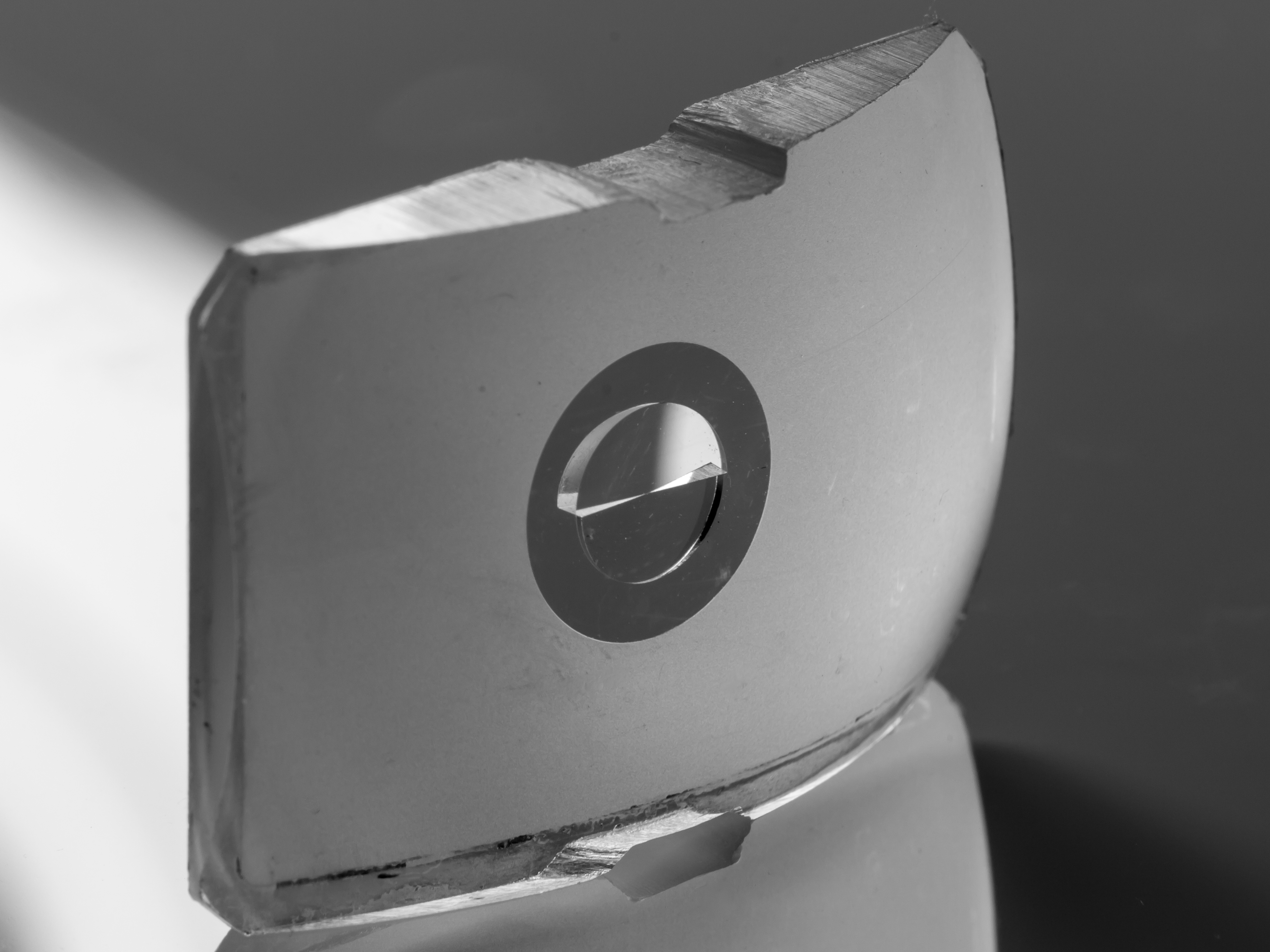
Stigmomètre

Le stigmomètre est un dispositif de contrôle de mise au point adapté aux appareils photographiques reflex.

## Appellation
Le mot « stigmomètre », créé à partir de la racine grecque « stigma » (« point »), de « stigmatisme », ne s’est imposé en français que depuis les années 1970. On trouve aussi les termes suivants : « verre télémétrique » ou télémètre « à coïncidence de lignes » ou « à champ coupé », ou encore, pour le type le plus répandu, « télémètre à prismes croisés » de Dodin, du nom de son inventeur, Lucien Dodin. Il se traduit en anglais par « split screen » ou « split-image rangefinder ».

## Principe

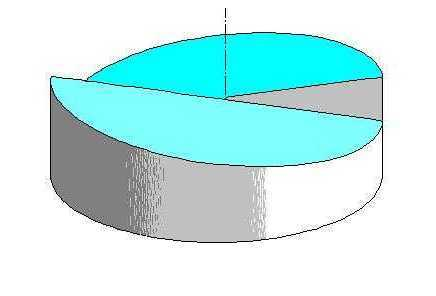
Prismes croisés de Dodin

On trouve des stigmomètres sur la plupart des appareils reflex à mise au point manuelle. Ils se présentent, dans leur version la plus courante, sous l’aspect d'un disque clair (non dépoli) coupé en deux au milieu du champ de visée. Ces deux « demi-lunes » accolées consistent en un assemblage cylindrique de deux petits prismes droits, de même axe perpendiculaire à l'axe du cylindre, symétriques l'un de l'autre par rapport à cet axe et accouplés par leurs bases inversées. L’ensemble est enfoncé au milieu du verre de visée (en général dépoli) de telle sorte que l'axe du cylindre coïncide avec l’axe optique et les faces inclinées se croisent sur le plan image (la face dépolie).
Les deux prismes recueillent des rayons provenant de deux bords opposés de l'objectif. Ils sont mis de façon à dévier ces rayons vers l'œil à travers le système oculaire. L'observateur voit simultanément trois images juxtaposées : une image principale, formée sur le dépoli, et deux petites images au centre, formées dans deux plans images symétriquement inclinés. Dans ces conditions, deux rayons convergeant (réellement ou virtuellement) en un point du plan où doit se faire la mise au point se croisent après traversée de l'un des prismes en un point situé exactement derrière ou devant celui-ci (les points images se confondant au centre) tandis que deux rayons dont le point de convergence n'est pas exactement dans ce plan paraîtront provenir de points images symétriquement décalés par les prismes, le décalage s'inversant selon que le point de convergence est avant ou après le plan moyen. La mise au point s'obtient en tournant la bague des distances de l'objectif jusqu'à ce que les deux portions d'image de l'objet visé se rejoignent de part et d'autre de la ligne de séparation.

## Autres formules
Le premier reflex pourvu d’un télémètre à prismes croisés est vraisemblablement l’Alsaflex, que les publicités de 1950 annoncent comme muni d’un « télémètre couplé optiquement, indépendant de la longueur focale des objectifs ». Un dispositif équivalent mais un peu différent l’a semble-t-il précédé de quelques années sur le Rectaflex de Telemaco Corsi. Appelé alors explicitement « stigmomètre-télémètre » en français (« Duo-Focus optics » en anglais), il est décrit en 1950 comme formé d’une lentille plan-cylindrique placée au centre du dépoli et ayant pour effet de faire pivoter l'image centrale quand la mise au point n'est pas correcte. D'autres formules ont été proposées, dont plusieurs variantes imaginées par Lucien Dodin qui n'ont probablement pas toutes été exploitées, et le système du Focaflex (1958), constitué d'un petit miroir concave décentré au milieu d'un miroir concave principal (en fait, une lentille plan-convexe métallisée sur la face convexe).

## Utilisation
Le stigmomètre permet une mise au point très précise sur des sujets présentant des structures plus ou moins linéaires (droites, courbes à grand rayon…). Il a l'avantage sur le télémètre à coïncidence d'images de fonctionner quel que soit l'objectif monté, à condition toutefois que l'ouverture soit assez grande pour transmettre des rayons suffisamment inclinés vers les prismes. Un autre intérêt du système est qu'il ne nécessite pas d'étalonnage.
La ligne de séparation des stigmomètres est traditionnellement horizontale. C'est l'orientation idéale pour une mise au point sur des détails linéaires proches de la verticale, les plus fréquents, cadrés horizontalement, situation également la plus fréquente. L'orientation à 45°, introduite dès les années 1950, s'est généralisée sur les modèles les plus récents. Elle permet une précision satisfaisante sur tout objet pertinent, qu'il soit cadré verticalement, horizontalement ou de biais.